# ガリレオX
『ガリレオX』は、日本のテレビ番組。2011年4月10日から毎週日曜日にBSフジで放送している30分の科学ドキュメンタリー。制作・著作はワック株式会社（WAC）。『ガリレオチャンネル』の後継番組。

## 放送時間
- 2011年4月11日 - 2012年4月1日:日曜 8:00 - 8:30
- 2012年4月8日 - 2013年3月31日:日曜 9:30 - 10:00
- 2013年4月7日 - 2023年3月26日:日曜 11:30 - 12:00 (#059は13:00 - 13:30)
- 2023年4月2日 - 現在:日曜 8:28 - 9:00

| 放送対象地域 | 放送局              | 系列           | 放送時間                     |
| ------------ | ------------------- | -------------- | ---------------------------- |
| 埼玉県       | テレビ埼玉（TVS）   | 独立局         | 土曜（金曜深夜） 0:00 - 0:30 |
| 兵庫県       | サンテレビ（SUN）   | 独立局         | 不定期放送                   |
| 京都府       | KBS京都（KBS）      | 独立局         | 水曜（火曜深夜） 0:30 - 1:00 |
| 宮城県       | ミヤギテレビ（MMT） | 日本テレビ系列 | 日曜 5:45 - 6:15             |
| 秋田県       | 秋田放送（ABS）     | 日本テレビ系列 | 月曜 10:25 - 10:55           |

### 過去のネット局
- テレビ神奈川（tvk） - 土曜 8:00 - 8:30に放送されていた。[2]
- RSK山陽放送（RSK） - 金曜（木曜深夜）0:55 - 1:25に放送されていた。[3]

## 放送リスト

### 2011年
| 放送回数(初回放送日) | サブタイトル                                    | 備考                          |
| -------------------- | ----------------------------------------------- | ----------------------------- |
| #001(2011年04月10日) | 共感覚のミステリー 音や文字を感じる!?           | 第51回科学技術映像祭 受賞作品 |
| #002(2011年04月24日) | iPS細胞が再生医療を変える                       | 山中伸弥                      |
| #003(2011年05月08日) | 拡張現実感とは何か? ARが拓く新しい世界          |                               |
| #004(2011年05月22日) | 巨大津波の衝撃 研究者は想定していたのか?        |                               |
| #005(2011年06月05日) | 脳ブームの落とし穴 なぜ神経神話を信じるのか?    |                               |
| #006(2011年06月12日) | はやぶさ2始動! 小惑星探査機が太陽系の起源を探る |                               |
| #007(2011年06月26日) | 暗黒物質の謎 宇宙を満たす未知の存在             | 村山斉                        |
| #008(2011年07月10日) | 意思決定のミステリー 知らないうちに脳が決める?  |                               |
| #009(2011年07月24日) | ロボットから赤ちゃんの謎を探る                  |                               |
| #006(2013年08月07日) | はやぶさ2始動! 小惑星探査機が太陽系の起源を探る | アンコール放送                |
| #010(2011年08月14日) | 人類はどのように日本列島にやってきたのか?       |                               |
| #011(2011年08月28日) | 森が育む豊かな海 漁師町が始めた森林保全         |                               |
| #012(2011年09月11日) | スペースデブリの脅威 深刻化する宇宙ごみ問題     |                               |
| #013(2011年09月25日) | 首都圏に巨大地震は起こるのか?                   |                               |
| #014(2011年10月09日) | 超伝導100年 電気抵抗ゼロがひらく未来            |                               |
| #015(2011年10月23日) | 太陽の異変 宇宙線が揺るがす気候変動             |                               |
| #016(2011年11月13日) | 触覚メディア リアリティを増幅する最新技術       |                               |
| #017(2011年11月27日) | 夢の正体とは何か? 脳が生み出す究極の仮想現実    |                               |
| #018(2011年12月11日) | 「加速器」最前線 宇宙・物質・生命現象の謎を解く |                               |
| #019(2011年12月25日) | 人工光合成 太陽光でつくる夢のエネルギー         | 根岸英一                      |

### 2012年
| 放送回数(初回放送日) | サブタイトル                                    | 備考           |
| -------------------- | ----------------------------------------------- | -------------- |
| #020(2012年01月08日) | SFが現実に！宇宙太陽光発電                      |                |
| #021(2012年01月22日) | 団地再生 建て替えないという選択                 |                |
| #019(2012年02月05日) | 人工光合成 太陽光でつくる夢のエネルギー         | アンコール放送 |
| #022(2012年02月12日) | 超新星爆発 星の死と元素誕生の謎                 |                |
| #023(2012年02月26日) | 活火山富士 噴火は迫っているのか？               |                |
| #012(2012年03月11日) | スペースデブリの脅威 深刻化する宇宙ごみ問題     | アンコール放送 |
| #024(2012年03月18日) | 知っておきたい放射線の話                        |                |
| #025(2012年03月25日) | 味覚が操る進化 種分化はどのように起きたのか？   |                |
| #026(2012年04月08日) | 搭乗型移動ロボット パーソナルモビリティの未来   |                |
| #027(2012年04月22日) | がん医療最前線 早期発見をめざせ                 |                |
| #024(2012年05月06日) | 知っておきたい放射線の話                        | アンコール放送 |
| #028(2012年05月13日) | 海に沈んだタイムカプセル 水中考古学の世界       |                |
| #029(2012年05月27日) | 「遺伝子組み換え食品」神話 本当に危ないのか？   |                |
| #030(2012年06月10日) | バイオミメティクス 生物模倣が拓く未来           |                |
| #031(2012年06月24日) | メタンハイドレート 国産エネルギーへの期待       |                |
| #032(2012年07月08日) | 人はなぜ音楽を聴くのか？ 科学でさぐる音楽の正体 |                |
| #033(2012年07月22日) | 電力需給バランス 安定した電力システムへの取組   |                |
| #034(2012年08月12日) | 都市気象の正体を追え 次世代天気予報の最前線     |                |
| #035(2012年08月26日) | 渡り鳥たちの夏 変わりゆく繁殖環境               |                |
| #036(2012年09月09日) | 宇宙が語る生命 アストロバイオロジー最前線       |                |
| #037(2012年09月23日) | 未来へつなぐ津波対策 巨大津波で何が変わったか？ |                |
| #038(2012年10月14日) | シマシマの謎 動物の模様を“数学”で解く？         |                |
| #039(2012年10月28日) | よみがえった東京駅 未来へつなぐ日本のシンボル   |                |
| #040(2012年11月11日) | カイコ再登場 衣料の主役から医療の主役へ         |                |
| #041(2012年11月25日) | LED最前線 魔法の光が農業・漁業を変える          |                |
| #042(2012年12月09日) | 鉄と刀 時空を超えた鉄の謎                       |                |
| #043(2012年12月23日) | 3Dプリンター革命                                |                |

### 2013年
| 放送回数(初回放送日) | サブタイトル                                            | 備考                              |
| -------------------- | ------------------------------------------------------- | --------------------------------- |
| #044(2013年01月13日) | 大陸移動説から100年 新たなプレートテクトニクスをさぐる  |                                   |
| #045(2013年01月27日) | 変貌する世界のエネルギー 資源の再編成が始まった         |                                   |
| #046(2013年02月10日) | 都市に眠る大鉱脈 埋もれた宝を掘り起こせ！               |                                   |
| #047(2013年02月24日) | 毒と薬 毒がささやく生命の謎                             |                                   |
| #048(2013年03月10日) | 日本のエネルギーの未来 新たな体制作りへの課題           |                                   |
| #049(2013年03月24日) | ビッグデータ 機械が”気づく”未知の情報                   |                                   |
| #050(2013年04月14日) | ニューカレドニアで大発見！ 熱帯林の鳥類進化             |                                   |
| #051(2013年04月28日) | なぜ脳はだまされるのか？「錯覚」から見える脳の戦略      | 京都大学 こころの未来研究センター |
| #052(2013年05月12日) | 疑似科学！〜これからの科学との付き合い方とは？〜        |                                   |
| #053(2013年05月26日) | エピジェネティクス 操られる遺伝子の謎                   |                                   |
| #054(2013年06月09日) | 海底のレアアース 日本は開発できるのか？                 |                                   |
| #055(2013年06月23日) | あなたの知らない水世界 おいしい水から深層水まで         |                                   |
| #056(2013年07月07日) | 電力供給の舞台裏 夏を迎える発電の現場を訪ねて           |                                   |
| #050(2013年07月21日) | ニューカレドニアで大発見！ 熱帯林の鳥類進化             | アンコール放送                    |
| #057(2013年07月25日) | 究極の1キログラム 究極の1秒 超精密が拓く新たな世界      |                                   |
| #058(2013年08月11日) | アジアの恐竜最前線 見えてきた進化の道筋                 |                                   |
| #059(2013年08月25日) | 擬態 なりすましの生存戦略                               |                                   |
| #060(2013年09月08日) | 驚き！微生物パワー イノベーションを興す小さな主役たち   |                                   |
| #061(2013年09月22日) | 大彗星アイソン迫る！太陽系の化石が語る46億年前の宇宙    | 渡部潤一                          |
| #062(2013年10月13日) | 世界は本当に3次元か？ 重力が伝える宇宙の姿              |                                   |
| #063(2013年10月27日) | 民生技術が生んだ国産戦車 “ヒトマル”が示す日本のハイテク |                                   |
| #064(2013年11月10日) | 内なる時計の謎                                          |                                   |
| #065(2013年11月24日) | 静粛に！ 法廷でぶつかる科学と法律                       |                                   |
| #066(2013年12月08日) | 未来型コンクリート 次世代につなぐ耐久性への挑戦         |                                   |
| #067(2013年12月22日) | 計算+化学 コンピューターが描く生命現象                  |                                   |

### 2014年
| 放送回数(初回放送日) | サブタイトル                                                   | 備考 |
| -------------------- | -------------------------------------------------------------- | ---- |
| #068(2014年01月12日) | のぞいてみよう！2050年 未来の生命科学 笑撃のプレゼン対決       |      |
| #069(2014年01月26日) | 右?左?の謎 “きき手”研究最前線                                  |      |
| #070(2014年02月09日) | 新たな島が誕生!?海底火山から探る地球内部の謎                   |      |
| #071(2014年02月23日) | 日本在来馬 〜ウマから見る日本人と家畜の関わり〜                |      |
| #072(2014年03月09日) | ロボットと法 ロボットに責任を問えるのか？                      |      |
| #073(2014年03月30日) | どうする？電気のゴミ “地層処分”研究の最前線を訪ねて            |      |
| #074(2014年04月16日) | 電卓誕生から50年 日本の未来を築いた礎                          |      |
| #075(2014年04月27日) | 密着!つくばサイエンスツアー 過去と未来と宇宙を楽しむ旅に出よう |      |
| #076(2014年05月11日) | 電源ケーブルが消える日 ワイヤレス給電                          |      |
| #077(2014年05月25日) | 睡眠・覚醒のミステリー                                         |      |
| #078(2014年06月08日) | コンピュータの中の地球                                         |      |
| #079(2014年06月22日) | ついに本番! はやぶさ2 太陽系と生命の歴史を知る旅へ             |      |
| #080(2014年07月13日) | 軍艦島 産業遺産を歩く                                          |      |
| #081(2014年07月27日) | ロボットとどう付き合うか? 関わりから探る“人とロボットの生態学” |      |
| #082(2014年08月10日) | 世の中は数字でできている!? カオスが拓く新たな世界              |      |
| #083(2014年08月24日) | 夏の三陸 自然と産業はいま                                      |      |
| #084(2014年09月14日) | 新幹線50年 その誕生に秘められた技術革新                        |      |
| #085(2014年09月28日) | “電気のゴミ”の行方 最先端の地層処分研究を探る                  |      |
| #086(2014年10月12日) | 寄生と共生で大進化！書きかえられる系統樹                       |      |
| #087(2014年10月26日) | 知らなかった!博物館                                            |      |
| #088(2014年11月09日) | Dive6000m 深海底から地球内部をさぐる                           |      |
| #089(2014年11月23日) | 血液脳関門の世界 脳の防御網を突破せよ!                         |      |
| #090(2014年12月21日) | なぜ?再生エネ“受入れ拒否” いま必要な電力システムを考える       |      |

### 2015年
| 放送回数(初回放送日) | サブタイトル                                        | 備考 |
| -------------------- | --------------------------------------------------- | ---- |
| #091(2015年01月04日) | 発進!はやぶさ2 宇宙大航海時代へ                     |      |
| #092(2015年01月11日) | 戦後最大の火山災害 御嶽山噴火が残した教訓           |      |
| #093(2015年01月22日) | スゴイ！和紙の底力 1300年の伝統技術とその可能性     |      |
| #094(2015年02月08日) | 苔ガール！コケ坊主？ 苔に秘められた進化の謎         |      |
| #095(2015年02月22日) | バイオロギング 小型センサーでのぞく動物だけの世界！ |      |
| #096(2015年03月08日) | 人間は再生できるか？生物から見えた形作りの秘密      |      |
| #097(2015年03月22日) | 黄金比はウツクシイか？φをめぐる真実                 |      |
| #098(2015年04月12日) | インフラを見守る技術 構造物の長寿命化に向けて       |      |
| #099(2015年04月26日) | 表情の進化学 ロボットにどんな顔をもたせるか？       |      |
| #100(2015年05月10日) | 100回記念 なぜ偉大？ガリレオ・ガリレイ              |      |
| #101(2015年05月24日) | 日本海海戦 アルゼンチン観戦武官の記録               |      |
| #102(2015年06月14日) | 食虫植物 どのようにして“肉食”になったのか？         |      |
| #103(2015年06月28日) | 重力という言葉を作った男                            |      |
| #104(2015年07月12日) | “廃炉”役割を終えた発電所をどう処分するか？          |      |
| #105(2015年07月26日) | オリガミと科学の出会い                              |      |
| #106(2015年08月09日) | マダガスカル医療協力活動 奮闘記                     |      |
| #107(2015年08月23日) | 和食を育てた“Umami” 第５の味                        |      |
| #108(2015年09月13日) | 「ひまわり８号」進化し続ける気象衛星                |      |
| #109(2015年09月27日) | 「地震予知学」地震”予報”は可能なのか？              |      |
| #---(2015年10月11日) | オスとメスはミステリー ～性決定の不思議な世界～     |      |
| #110(2015年10月25日) | 原発のゴミをどうするか？地層処分の新たな取り組み    |      |
| #111(2015年11月15日) | 生命科学の立役者 知られざる”モデル生物”の世界       |      |
| #112(2015年11月29日) | 動物の”匂い”・人の”香り”嗅覚研究最前線              |      |
| #113(2015年12月13日) | 躍進！！日本の介護ロボット 期待されるAI             |      |
| #114(2015年12月27日) | 国産旅客機MRJ 失われた50年からの飛翔                |      |

### 2016年
| 放送回数(初回放送日) | サブタイトル                                                        | 備考 |
| -------------------- | ------------------------------------------------------------------- | ---- |
| #115(2016年01月10日) | あなたはちゃんと座れているか？椅子と座りの科学                      |      |
| #116(2016年01月31日) | ロボットは東大に入れるか 入試から見える人工知能と人間の未来         |      |
| #117(2016年02月14日) | 手足の機能を模倣する 義手・義足の最新技術を追う                     |      |
| #118(2016年03月06日) | 3.11から5年 大津波からの復興はいま                                  |      |
| #119(2016年03月20日) | 動物も楽しい動物園 環境エンリッチメントの試み                       |      |
| #120(2016年04月03日) | キッチン変遷史 台所からシステムキッチンへ                           |      |
| #121(2016年04月17日) | イマドキの中学二年生 アンケート調査が示すその実態                   |      |
| #122(2016年05月01日) | “流れ星”観測、最前線！４６億年前の記憶を読み解く                    |      |
| #123(2016年05月15日) | ゲノム編集 品種改良を加速させる新技術                               |      |
| #124(2016年05月29日) | “女王様”と呼ばないで！虫には虫の”社会”がある？                      |      |
| #125(2016年06月12日) | 昆虫食をいただきます！                                              |      |
| #126(2016年06月26日) | クローンがいっぱい 性を捨てた生物たちの戦略                         |      |
| #127(2016年07月10日) | 検証・熊本地震 住宅はなぜ倒れたのか？                               |      |
| #128(2016年07月24日) | オスの戦略・メスの戦略 性と進化の不思議                             |      |
| #129(2016年08月14日) | 動物園デザイナー 若生謙二の仕事                                     |      |
| #130(2016年08月28日) | 真珠貝の声を聴く 世界をリードする日本発の真珠研究                   |      |
| #131(2016年09月11日) | 今も生きている妖怪たち 〜時代とともに変わるその姿〜                 |      |
| #132(2016年09月25日) | 戦争を社会学で考える 「旧い戦争」から「新しい戦争」まで             |      |
| #133(2016年10月09日) | “人工生命”研究最前線 生命はどこから生命なのか？                     |      |
| #134(2016年10月23日) | 転ばないバイクは可能か？ “前二輪”が拓く次世代コミューター           |      |
| #135(2016年11月13日) | 未来に残す技術遺産 日本文化の語り部たち                             |      |
| #136(2016年11月27日) | 日本刀の誘惑 新たな刀剣ファンが時代を変える                         |      |
| #137(2016年12月11日) | どうする？日本の“電源バランス” これからのエネルギーミックスを考える |      |
| #138(2016年12月25日) | “ガイア理論”再び ラブロック博士が語る生きている地球                 |      |

### 2017年
| 放送回数(初回放送日) | サブタイトル                                                      | 備考 |
| -------------------- | ----------------------------------------------------------------- | ---- |
| #139(2017年01月08日) | 地球を測る。宇宙を知る。天文学の原点は紀元前にあり                |      |
| #140(2017年01月22日) | “シンギュラリティ”がやってくる 人工知能が人間と融合する日         |      |
| #141(2017年02月12日) | 消えた“反物質”の謎 私たちはなぜ存在しているのか？                 |      |
| #142(2017年02月26日) | 護衛艦いずもに乗艦！ 知られざる海上自衛隊の世界                   |      |
| #143(2017年03月12日) | 生命×芸術＝？ 知られざる“バイオアート”の世界                      |      |
| #144(2017年03月26日) | 銅は文化なり 電線からIoT、そして将来                              |      |
| #145(2017年04月16日) | “薄片”を読む ３０ミクロンが魅せる世界                             |      |
| #146(2017年04月30日) | “宇宙人ハイル？ “ドレイクの方程式”は語る                          |      |
| #147(2017年05月14日) | 銅鐸に新発見 謎の青銅器は何を語るのか？                           |      |
| #148(2017年05月28日) | 脳に宿る意識の謎 正体不明の“私”への手がかり                       |      |
| #149(2017年06月11日) | 植物が会話する！？ 匂いが伝えるコミュニケーション                 |      |
| #150(2017年06月25日) | 続・“シンギュラリティ”がやってくる 情報×美術×法律                 |      |
| #151(2017年07月09日) | 深海熱水噴出孔の世界 生命はどのようにして誕生したのか？           |      |
| #152(2017年07月23日) | お酒と人類 進化のハッピーアワーとビール・ワインの起源             |      |
| #153(2017年08月13日) | ロボット技術で人命を救え 次世代レスキューロボットへの挑戦         |      |
| #154(2017年08月27日) | 空気の正体を巡る旅 科学者達は如何にしてその姿を明らかにしたのか？ |      |
| #155(2017年09月10日) | 零戦が帰ってきた！ 再び日本の空を飛んだ世界の航空遺産             |      |
| #156(2017年09月24日) | どうする？日本のエネルギー 自給率７％をどう改善するか             |      |
| #157(2017年10月08日) | イモリはなぜ再生できるの？目指せ！夢の医療                        |      |
| #159(2017年10月22日) | 泡が進める生活革命 発泡技術の過去・現在・未来                     |      |
| #160(2017年11月12日) | トロン IoT社会に向けて さらに進化する国産OS                       |      |
| #161(2017年11月26日) | 人の嗅覚に代わる 膜型表面応力センサー                             |      |
| #162(2017年12月10日) | スタッドレスタイヤ 開発の舞台裏                                   |      |
| #163(2017年12月24日) | 読書の小宇宙 本と人とのこれからの関係                             |      |

### 2018年
| 放送回数(初回放送日) | サブタイトル                                                                      | 備考 |
| -------------------- | --------------------------------------------------------------------------------- | ---- |
| #164(2018年01月14日) | ヒトとイヌの不思議 科学が解き明かすその絆                                         |      |
| #165(2018年01月28日) | ソフトロボティクスの世界 やわらかさを目指す最新ロボット研究                       |      |
| #166(2018年02月11日) | 類人猿は心を読めるか？                                                            |      |
| #167(2018年02月25日) | AIに美意識は芽生えるのか？ 人工知能 美学芸術展                                    |      |
| #168(2018年03月11日) | BON－SCIENCE 科学が紐解く 盆栽の技                                                |      |
| #169(2018年03月25日) | 木から生まれる夢の新素材 セルロースナノファイバー研究最前線                       |      |
| #170(2018年04月08日) | ドローン × 地学 空から解き明かす火山の謎                                          |      |
| #171(2018年04月22日) | 都市鉱山が未来をつくる 資源循環テクノロジーの現場から                             |      |
| #172(2018年05月13日) | 地球史にその名を刻め“チバニアン” 千葉の地層から浮かび上がる77万年前の地球         |      |
| #173(2018年05月27日) | コラーゲンの謎 最新研究から迫る美肌効果のメカニズム                               |      |
| #174(2018年06月10日) | 社会を支える研磨の技術 原点から現在、そして未来へ                                 |      |
| #175(2018年06月24日) | アルツハイマー病・認知症 予防と治療の最前線 質量分析装置がとらえた糸口            |      |
| #176(2018年07月08日) | TOKYO地下世界探訪                                                                 |      |
| #177(2018年07月22日) | 驚異の自己治癒材料 傷が自然に修復？その仕組みと可能性                             |      |
| #178(2018年08月12日) | 知られざるクラゲの世界 不老不死からノーベル賞まで                                 |      |
| #179(2018年08月26日) | 日本の海に沈むUボートを探せ                                                       |      |
| #180(2018年09月09日) | ウスゲと人類と科学 薄毛を克服する日がやってくる？                                 |      |
| #181(2018年09月23日) | 善と悪の科学 脳が生みだすヒトを人たらしめるもの                                   |      |
| #182(2018年10月14日) | 国産バナナが農業を変える！？ 生物学の常識を覆す大発見                             |      |
| #183(2018年10月28日) | 文明の十字路で仏教遺跡を発掘せよ                                                  |      |
| #184(2018年11月11日) | 探訪！教育用原子炉 どうなる？技術自給率の行方                                     |      |
| #185(2018年11月25日) | プロジェクション・サイエンス 見えないものを見、存在しないものを感じる知性の不思議 |      |
| #186(2018年12月09日) | レンズの先の小宇宙 顕微鏡で見つめる超微小世界                                     |      |
| #187(2018年12月23日) | 宮大工 千年の技 失われゆく工匠の知恵を守れ                                        |      |

### 2019年
| 放送回数(初回放送日) | サブタイトル                                                          | 備考 |
| -------------------- | --------------------------------------------------------------------- | ---- |
| #188(2019年01月13日) | 電気をつくる菌、食べる菌 研究進む！電気微生物の世界                   |      |
| #189(2019年01月27日) | 科学における仮説とはなにか 仮説が世界を前へと進める                   |      |
| #190(2019年02月17日) | もうすぐ実現？自動運転 移動の概念を変える先進技術                     |      |
| #191(2019年03月03日) | 密着！マダガスカル医療協力活動 子どもたちの笑顔と現地医師の育成       |      |
| #192(2019年03月10日) | 1964 to 2020 デジタルによって進化する日本                             |      |
| #193(2019年03月24日) | リニア中央新幹線が切り拓く未来                                        |      |
| #194(2019年04月14日) | 忍者の実像 最新研究が解き明かす真の姿                                 |      |
| #195(2019年04月28日) | 電池研究 最前線 次世代電池が起こすイノベーション                      |      |
| #196(2019年05月12日) | 甦る至宝 文化財を修復する技と科学                                     |      |
| #197(2019年05月26日) | ZEBへの挑戦 建物はどこまで進化するのか？                              |      |
| #198(2019年06月09日) | 子どもとは何だろう？ 認知科学と社会科学でさぐる子どもの本質           |      |
| #199(2019年06月23日) | 究極の天体ブラックホール 人類がはじめて目にした姿                     |      |
| #200(2019年07月14日) | 日本の天文 四百年 その歴史と発見を追う                                |      |
| #201(2019年07月28日) | 農業と漁業の融合 アクアポニックス 水と物質を循環させる新しい取り組み  |      |
| #202(2019年08月11日) | 焚火を眺めてサイエンス 火の不思議・燃焼のメカニズム                   |      |
| #203(2019年08月25日) | 伝統を紡ぐ海女たち ”海女学”でさぐる持続可能な漁業                     |      |
| #204(2019年09月08日) | 腸内フローラとメンタルヘルス 新たに見えてきた脳腸相関に関わる腸内細菌 |      |
| #205(2019年09月22日) | 重力波を捉えろ！ KAGRAで聞く宇宙からのメッセージ                      |      |
| #206(2019年10月13日) | 驚異と怪異 知的好奇心を生みだした不思議と常ならざるもの               |      |
| #207(2019年10月27日) | 地震は予知できるのか 大地震予報のゆくえ                               |      |
| #208(2019年11月10日) | 続・ウズベキスタンで仏教遺跡を探る 仏塔の発掘調査に密着取材           |      |
| #209(2019年11月24日) | 蜘蛛の”妙”に魅せられて ”クモ糸研究”最前線                             |      |
| #210(2019年12月08日) | 世界最速を実現した日本の超伝導リニア                                  |      |
| #211(2019年12月22日) | CO2排出をどう減らすか？ 「脱炭素社会」実現への道筋                    |      |

### 2020年
| 放送回数(初回放送日) | サブタイトル                                                                            | 備考 |
| -------------------- | --------------------------------------------------------------------------------------- | ---- |
| #212(2020年01月12日) | 未来に実現?! 夢の技術 2050年までの科学予測が描きだす世界                                |      |
| #213(2020年01月26日) | 天下分け目のモグラ合戦 然れば土竜とは如何な生き物か                                     |      |
| #214(2020年02月09日) | 進む！乳酸菌研究 その整腸作用から免疫活性まで                                           |      |
| #215(2020年02月23日) | フードテックで未来が変わる 代替肉から考える、肉食とは何なのか？                         |      |
| #216(2020年03月08日) | 盗む！驚異の生物たち 他者の能力を利用するしたたかな生存戦略                             |      |
| #217(2020年03月22日) | ”さび研究”最前線 インフラ構造物を守る最新研究                                           |      |
| #218(2020年04月12日) | マテリアルズ・インフォマティクス 材料開発を加速させる新手法                             |      |
| #219(2020年04月26日) | “死後の世界を考える”を考える ネアンデルタール人からイタコ、そして意識のアップロードまで |      |
| #220(2020年05月10日) | キノコの進化と地球生命 菌と人の不思議なつながり                                         |      |
| #221(2020年06月14日) | 地質年代チバニアン誕生 その地層に刻まれた地磁気逆転の謎                                 |      |
| #222(2020年06月28日) | 磁力が拓く世界 羅針盤から超精密加工部品まで                                             |      |
| #223(2020年07月12日) | コロナに立ち向かう大阪DNAワクチン ワクチン開発の最前線を追う                            |      |
| #224(2020年07月26日) | 死んだふりで生き残る！擬死という不思議な対捕食者戦略                                    |      |
| #225(2020年08月09日) | 金魚の不思議 遺伝子から解き明かす多様性の謎                                             |      |
| #226(2020年08月23日) | 生物から学ぶ新技術 深化するバイオミメティクス                                           |      |
| #227(2020年09月16日) | 私達にとって”音”とは何か？ ASMR、ハイパーソニックエフェクト、細胞応答から探る音の正体   |      |
| #228(2020年09月27日) | タコとイカ 異質な知性と体に秘められた謎                                                 |      |
| #229(2020年10月11日) | セラミックスが拓く未来 革新的な蓄電デバイスが実現するIoT社会                            |      |
| #230(2020年10月25日) | 太陽を地上で再現 究極のエネルギー 核融合研究最前線                                      |      |
| #231(2020年11月08日) | 秘めたるキノコの力 解き明かされるヒトとキノコの関係                                     |      |
| #232(2020年11月22日) | 大量絶滅時代のバイオサイエンス 絶滅危惧種の動物をどう守るか？                           |      |
| #233(2020年12月13日) | 中性子とミュオンで透視！日本刀の謎にせまる先端科学                                      |      |
| #234(2020年12月27日) | 老化とはなにか？解き明かされるメカニズムとその制御                                      |      |

### 2021年
| 放送回数(初回放送日) | サブタイトル                                                                         | 備考           |
| -------------------- | ------------------------------------------------------------------------------------ | -------------- |
| #235(2021年01月10日) | 和牛のルーツ その誕生と肉質の秘密                                                    |                |
| #236(2021年01月24日) | 5G parts made in Japan 5Gを支える日本の小さな部品達                                  |                |
| #237(2021年02月14日) | 奇奇怪怪！！ミステリアスな植物たち 驚きの生態とメカニズム                            |                |
| #238(2021年03月14日) | 我々の祖先は道に迷わなかったのか？ 自然観察で道を見つける ナチュラル・ナビゲーション |                |
| #239(2021年03月28日) | 電化で実現！「脱炭素社会」へのチャレンジ                                             |                |
| #240(2021年04月11日) | 錯視の謎 視覚と脳の密接な関係                                                        |                |
| #241(2021年04月25日) | 地盤を科学する 軟弱地盤を“強靭化”せよ                                                |                |
| #242(2021年05月09日) | 水不足に挑む日本の技術 海水淡水化技術のイノベーション                                |                |
| #243(2021年05月23日) | 米と日本人 科学で見る稲の過去、危機にある棚田の今                                    |                |
| #244(2021年06月13日) | アイドルとは何か？ さようならすべての先入観                                          |                |
| #245(2021年06月27日) | 世界初のゲノム編集食品誕生 トマトとサバが拓く食の未来                                |                |
| #246(2021年07月11日) | なぜホタルは光るのか？ 進化の謎に迫る発光生物学                                      |                |
| #247(2021年07月25日) | 2021年金星の旅 新発見の姿と生命の可能性                                              |                |
| #248(2021年08月08日) | DinoScience恐竜科学博で知る 恐竜たちのリアルな生きざま                               |                |
| #249(2021年08月22日) | CO2排出削減 脱炭素社会に向けたイノベーション                                         |                |
| #243(2021年09月05日) | 米と日本人 科学で見る稲の過去、危機にある棚田の今                                    | アンコール放送 |
| #250(2021年09月12日) | 人類を襲う歯の病気                                                                   |                |
| #251(2021年09月26日) | かわいい動物から厄介者へ～外来種問題から考える人と動物の関わり方～                   |                |
| #252(2021年10月10日) | 「減災」災害から逃げる科学                                                           |                |
| #253(2021年10月24日) | スマホとネットは私たちをどう変えたのか?                                              |                |
| #245(2021年11月07日) | 世界初のゲノム編集食品誕生 トマトとサバが拓く食の未来                                | アンコール放送 |
| #254(2021年11月14日) | 進化するメダカ 生命の神秘と改良メダカの世界                                          |                |
| #255(2021年11月28日) | 活用進む!国産木材                                                                    |                |
| #256(2021年12月12日) | 宇宙はどのように進化したのか? コンピュータでさぐる新たな天文学                       |                |
| #257(2021年12月26日) | 画像処理技術の光と影                                                                 |                |

### 2022年
| 放送回数(初回放送日) | サブタイトル                                                                      | 備考           |
| -------------------- | --------------------------------------------------------------------------------- | -------------- |
| #258(2022年01月09日) | 小惑星リュウグウに生命の材料は見つかるのか？～進む、はやぶさ2持ち帰りの試料分析～ |                |
| #259(2022年01月23日) | 現実空間×仮想空間 二つの世界を重ねる最新技術                                      |                |
| #260(2022年02月13日) | 北海道の赤潮の謎                                                                  |                |
| #261(2022年02月27日) | 鬼の正体 今の日本があるのは鬼のおかげ?                                            |                |
| #262(2022年03月13日) | 科学でワカラナイことを、どう考えるか                                              |                |
| #263(2022年03月27日) | 大学博物館にいらっしゃい～ニッチだけど楽しい!とっておきの知的体験～               |                |
| #264(2022年04月10日) | ガラスの魅力 文明を支える不思議な物質                                             |                |
| #265(2022年04月24日) | GRAPE 天文学を変えた計算機                                                        |                |
| #266(2022年05月08日) | バイオエアロゾルを追い求めて                                                      |                |
| #267(2022年05月22日) | わたしたちの動物観からさぐる人間の本質                                            |                |
| #268(2022年06月12日) | 分からないから面白い宇宙の謎                                                      |                |
| #269(2022年06月26日) | ドローン研究最前線                                                                |                |
| #270(2022年07月10日) | 植物の常識を覆す?! 不可能を可能にする農業の新技術                                 |                |
| #271(2022年07月24日) | ウンコを真面目に考える 人糞の歴史と新技術で拓く未来                               |                |
| #272(2022年08月14日) | 顔の科学                                                                          |                |
| #273(2022年08月28日) | カラダはどうして動くのか?                                                         |                |
| #274(2022年09月11日) | 太陽の真の姿 文明社会を襲う巨大フレアの脅威                                       |                |
| #275(2022年09月25日) | キモスゴ!ハリガネムシの世界                                                       |                |
| #276(2022年10月09日) | ゾンビから考える世界                                                              |                |
| #277(2022年10月23日) | 欧州で進む!原子力新ルネサンス エネルギー利用の新たな潮流                          |                |
| #258(2022年11月06日) | 小惑星リュウグウに生命の材料は見つかるのか？～進む、はやぶさ2持ち帰りの試料分析～ | アンコール放送 |
| #278(2022年11月13日) | サイボーグ昆虫～生物と機械を融合させる驚異の技術～                                |                |
| #279(2022年11月27日) | メタバースから現実世界へ進展するメタバース先端技術                                |                |
| #280(2022年12月11日) | 呪術と妖術と科学                                                                  |                |
| #281(2022年12月25日) | 筋肉の潜在能力                                                                    |                |

### 2023年
| 放送回数(初回放送日) | サブタイトル                                                           | 備考           |
| -------------------- | ---------------------------------------------------------------------- | -------------- |
| #282(2023年01月08日) | 人類は冬眠できるのか 冬眠のメカニズムと人工冬眠の可能性                |                |
| #283(2023年01月22日) | 電線がもたらした情報通信～その誕生と発展の系譜～                       |                |
| #269(2023年02月05日) | ドローン研究最前線                                                     | アンコール放送 |
| #284(2023年02月12日) | フクロムシの世界 宿主をメス化させる驚異の寄生生物                      |                |
| #285(2023年02月26日) | 「運」を理解したい!社会心理学・確率論・統計学で迫る運の実体            |                |
| #286(2023年03月12日) | アレルギー研究 最前線                                                  |                |
| #287(2023年03月26日) | 新たな治療法を確立せよ!!アンメット・メディカル・ニーズに応える最新研究 |                |
| #288(2023年04月09日) | 地衣類の世界 身近で地味な謎の生命                                      |                |
| #289(2023年04月23日) | 人間にとって人形とは何か?                                              |                |
| #290(2023年05月14日) | 関東大震災から100年 数万人を焼死させた火災原因をさぐる                 |                |
| #291(2023年05月28日) | 国産超伝導量子コンピュータ初号機 始動!                                 |                |
| #292(2023年06月11日) | 地底微生物 地下巨大施設に眠る生命の起源!                               |                |
| #293(2023年06月25日) | マグネシウムの可能性                                                   |                |
| #294(2023年07月09日) | 自己組織化 カオスな世界に秩序を生みだす不思議なプロセス                |                |
| #295(2023年07月23日) | ウナギの完全養殖 その成功から実用化までの挑戦                          |                |
| #289(2023年08月06日) | 人間にとって人形とは何か?                                              | アンコール放送 |
| #296(2023年08月13日) | 科学トピック 最新レポート!                                             |                |
| #297(2023年08月27日) | 接着の科学 モノがくっつく謎と接着剤研究の最前線                        |                |
| #298(2023年09月10日) | 熱を操る!                                                              |                |
| #299(2023年09月24日) | 骨の声を聞く                                                           |                |
| #300(2023年10月08日) | 三浦梅園の宇宙論 法則の探求と近代日本天文学のはじまり                  |                |
| #301(2023年10月22日) | 大いなる豆“ダイズ”                                                     |                |
| #291(2023年11月05日) | 国産超伝導量子コンピュータ初号機 始動!                                 | アンコール放送 |
| #302(2023年11月12日) | スベスベマンジュウガニの世界 フグ毒の源をさぐる最新研究                |                |
| #303(2023年11月26日) | 循環型社会の実現に貢献する生分解テクノロジー                           |                |
| #304(2023年12月10日) | 脳をつくる                                                             |                |
| #305(2023年12月24日) | 探訪! リニア中央新幹線 技術の粋を集めて進む、最新インフラ工事          |                |

### 2024年
| 放送回数(初回放送日) | サブタイトル                                               | 備考           |
| -------------------- | ---------------------------------------------------------- | -------------- |
| #299(2024年01月07日) | 骨の声を聞く                                               | アンコール放送 |
| #306(2024年01月14日) | サナダムシの世界 キモ美しきその存在は善か悪か?             |                |
| #307(2024年01月28日) | 「ネコ」という動物 猫と人のこれからの関係                  |                |
| #308(2024年02月11日) | 欧州最大級! 新型原発が本格稼働～北の地で見た原子力利用の今 |                |
| #309(2024年02月25日) | ブレイン・マシン・インターフェース研究                     |                |
| #310(2024年03月10日) | 縄文土器はタイムカプセル!?                                 |                |
| #311(2024年03月24日) | クモヒトデの世界 謎の生態から見える地球の過去と未来        |                |
| #304(2023年04月07日) | 脳をつくる                                                 | アンコール放送 |
| #312(2024年04月14日) | 私たちはなぜ眠るのか                                       |                |
| #313(2024年04月28日) | ロボットはどこまで小さくできるのか                         |                |
| #314(2024年05月12日) | 生命現象の原理を知りたい                                   |                |
| #315(2024年05月26日) | 世界三大珍味を日本でつくる 科学で実現をめざす新たな食      |                |
| #316(2024年06月09日) | 月面開発前夜 月の正体と秘められた価値を探る                |                |
| #317(2024年06月23日) | 危機に瀕する在来作物                                       |                |
| #310(2024年07月07日) | 縄文土器はタイムカプセル!?                                 | アンコール放送 |
| #318(2024年07月14日) | 進化するコンクリート 安全・長寿命化を実現する最新補強技術  |                |
| #319(2024年07月28日) | 生成AIのある日常                                           |                |
| #320(2024年08月11日) | アマモ場の恩恵をさぐる                                     |                |
| #316(2024年09月01日) | 月面開発前夜 月の正体と秘められた価値を探る                | アンコール放送 |
| #321(2024年09月08日) | “災害”を“恵み”に!?台風研究最前線!                          |                |
| #322(2024年09月22日) | プラスチック海洋汚染をどう防ぐか                           |                |
| #320(2024年10月06日) | アマモ場の恩恵をさぐる                                     | アンコール放送 |
| #323(2024年10月13日) | 日本の基礎研究の危機このままではもうノーベル賞は獲れない!? |                |
| #324(2024年10月27日) | 海綿 謎多き海の生命体に秘められた可能性                    |                |
| #325(2024年11月10日) | 非認知能力 宇宙飛行士訓練を教育に活用する学校に密着        |                |
| #326(2024年11月24日) | 森を育むということ 人間が“自然”をつくる？                  |                |
| #327(2024年12月08日) | 密着!自動運転レース                                        |                |
| #328(2024年12月22日) | 亜宗教が映す人間の心                                       |                |

### 2025年
| 放送回数(初回放送日) | サブタイトル                                            | 備考           |
| -------------------- | ------------------------------------------------------- | -------------- |
| #325(2025年01月05日) | 非認知能力 宇宙飛行士訓練を教育に活用する学校に密着     | アンコール放送 |
| #329(2025年01月12日) | 常識を覆すプラスチック ポリカーボネート                 |                |
| #330(2025年01月26日) | キメラ 異質同体生物が救う命                             |                |
| #331(2025年02月09日) | 光エネルギー活用最前線                                  |                |
| #332(2025年02月23日) | 現地ルポ! 世界で進む地層処分の取組み                    |                |
| #333(2025年03月09日) | しっぽ学                                                |                |
| #334(2025年03月23日) | 精子9+2のミステリー 私たちの精子に秘められた謎          |                |
| #327(2025年04月06日) | 密着!自動運転レース                                     | アンコール放送 |
| #335(2025年04月13日) | 肥満の謎 太りやすさはどのように決まるのか?              |                |
| #336(2025年04月27日) | 黄砂は“悪者”か?                                         |                |
| #337(2025年05月11日) | “バブル”が生み出す驚異の力 超微細な泡に秘められた可能性 |                |
| #338(2025年05月25日) | 人間と自然とエコロジー                                  |                |
| #339(2025年06月08日) | 地球最強の歯を作る生物                                  |                |
| #340(2025年06月22日) | 究極の未来住宅を目指す                                  |                |
| #341(2025年07月06日) | 生命現象の原理を知りたい                                | アンコール放送 |
| #342(2025年07月13日) | 最強自衛官レンジャー誕生!                               |                |
| #343(2025年07月27日) | 宇宙農業 月面基地の地産地消                             |                |